# FIPRESCI-díj (cannes-i fesztivál)
A FIPRESCI-díj (nevezik a nemzetközi filmkritikusok díjának is) egy filmművészeti elismerés, amelyet a Filmkritikusok Nemzetközi Szövetsége (FIPRESCI) által felkért filmkritikusokból álló független zsűri 1946 óta oszt ki a cannes-i fesztiválon, a filmművészet támogatása, az új és fiatal mozi ösztönzése, a vállalkozói filmkészítés bátorítása céljából.

## A díjazás
Az évek során többször változott a kiválasztás és elismerés módja. a FIPESCI által delegált, filmkritikusokból álló nemzetközi zsűri tekinti meg a hivatalos válogatás és a párhuzamos rendezvények szekcióinak filmjeit. 1971-ig néhány kivételtől eltekintve egy díjat osztottak ki a versenyfilmek között. 1972 és 2000 között két díjat ítéltek oda: egyet a hivatalos válogatásban, egyet pedig a párhuzamos rendezvények filmjeinek. 2002 óta három FIPRESCI-díjat ítélnek oda: kettőt a hivatalos válogatásban (nagyjátékfilmek versenye {VPR}, Un certain regard {UCR}), egyet pedig a párhuzamos rendezvények (Kritikusok Hete, Filmkészítők Kéthete {F2H} {korábban: Rendezők Kéthete, R2H}) valamelyikében bemutatott első- vagy második filmes alkotó művének.
A Cannes-i fesztivál hivatalos válogatásának zsűrijei nem kötelesek követni a trendet, éppen ezért, mivel köztudott, hogy a versenyprogram zsűrije főleg filmesekből áll, nem pedig kritikusokból, a FIPRESCI-díj nyertesét a média gyakran szerepelteti a díjazottak listáján.

## Díjazottak
A teljes lista a FIPRESCI hivatalos oldala, valamint az IMDb adatbázisa alapján készült.
| Év   | Magyar cím                                            | Eredeti cím                                           | Rendező                                          | Ország                                           | Szekció                                          | Megj.             |
| ---- | ----------------------------------------------------- | ----------------------------------------------------- | ------------------------------------------------ | ------------------------------------------------ | ------------------------------------------------ | ----------------- |
| 1946 | Késői találkozás                                      | Brief Encounter                                       | David Lean                                       | GBR                                              | VPR                                              |                   |
| 1946 | Farrebique, a négy évszak                             | Farrebique ou Les quatre saisons                      | Georges Rouquier                                 | FRA                                              | VPR                                              | ·                 |
| 1949 | Az eladott mérkőzés                                   | The Set-Up                                            | Robert Wise                                      | USA                                              | VPR                                              |                   |
| 1951 | Csoda Milánóban                                       | Miracolo a Milano                                     | Vittorio De Sica                                 | ITA                                              | VPR                                              |                   |
| 1951 | Elhagyottak                                           | Los Olvidados                                         | Luis Buñuel                                      | MEX                                              | VPR                                              |                   |
| 1952 | Nem került kiosztásra.                                | Nem került kiosztásra.                                | Nem került kiosztásra.                           | Nem került kiosztásra.                           | Nem került kiosztásra.                           |                   |
| 1953 | Hulot úr nyaral                                       | Les Vacances de monsieur Hulot                        | Jacques Tati                                     | FRA                                              | VPR                                              |                   |
| 1954 | Özönvíz előtt                                         | Avant le déluge                                       | André Cayatte                                    | FRA                                              | VPR                                              |                   |
| 1955 | Egy kerékpáros halála                                 | Muerte de un ciclista                                 | Juan Antonio Bardem                              | ESP                                              | VPR                                              |                   |
| 1955 | Gyökerek                                              | Raíces                                                | Benito Alazraki                                  | MEX                                              | VPR                                              |                   |
| 1956 | Nem került kiosztásra.                                | Nem került kiosztásra.                                | Nem került kiosztásra.                           | Nem került kiosztásra.                           | Nem került kiosztásra.                           |                   |
| 1957 | Nem került kiosztásra.                                | Nem került kiosztásra.                                | Nem került kiosztásra.                           | Nem került kiosztásra.                           | Nem került kiosztásra.                           |                   |
| 1958 | A bosszú                                              | La Venganza                                           | Juan Antonio Bardem                              | ESP                                              | VPR                                              |                   |
| 1959 | Szerelmem, Hirosima                                   | Hiroshima mon amour                                   | Alain Resnais                                    | FRA                                              | VPR                                              |                   |
| 1959 | –––                                                   | Araya                                                 | Margot Benacerraf                                | VEN                                              | VPR                                              |                   |
| 1960 | Szűzforrás                                            | Jungfrukällan                                         | Ingmar Bergman                                   | SWE                                              | VPR                                              |                   |
| 1961 | –––                                                   | La mano en la trampa                                  | Leopoldo Torre Nilsson                           | ARG                                              | VPR                                              |                   |
| 1961 | Egy nyár krónikája                                    | Chronique d'un été                                    | Jean Rouch és Edgar Morin                        | FRA                                              | VPR                                              |                   |
| 1962 | Az öldöklő angyal                                     | El ángel exterminador                                 | Luis Buñuel                                      | MEX                                              | VPR                                              |                   |
| 1963 | Egy ember ára                                         | This Sporting Life                                    | Lindsay Anderson                                 | GBR                                              | VPR                                              |                   |
| 1963 | Szép május                                            | Le joli mai                                           | Chris Marker és Pierre Lhomme                    | FRA                                              | KRH                                              |                   |
| 1964 | Egy nő a hajón                                        | Pasażerka                                             | Andrzej Munk                                     | POL                                              | VPR                                              |                   |
| 1965 | Egyre távolabb                                        | Tarahumara (Cada vez más lejos)                       | Luis Alcoriza                                    | MEX                                              | VPR                                              |                   |
| 1966 | Az ifjú Törless                                       | Der junge Törless                                     | Volker Schlöndorff                               | GER                                              | VPR                                              |                   |
| 1966 | A háborúnak vége                                      | La guerre est finie                                   | Alain Resnais                                    | FRA                                              | VPR                                              | [ 7 ]             |
| 1966 | Falstaff                                              | Campanadas a medianoche                               | Orson Welles                                     | ESP • SUI                                        | VPR                                              |                   |
| 1967 | A föld transzban                                      | Terra em Transe                                       | Glauber Rocha                                    | BRA                                              | VPR                                              |                   |
| 1967 | Találkoztam boldog cigányokkal is                     | Skupljači perja                                       | Aleksandar Petrović                              | YUG                                              | VPR                                              |                   |
| 1968 | Az 1968. májusi zavargások miatt félbeszakadt.        | Az 1968. májusi zavargások miatt félbeszakadt.        | Az 1968. májusi zavargások miatt félbeszakadt.   | Az 1968. májusi zavargások miatt félbeszakadt.   | Az 1968. májusi zavargások miatt félbeszakadt.   |                   |
| 1969 | Andrej Rubljov                                        | Андрей Рублёв                                         | Andrej Arszenyjevics Tarkovszkij                 | URS                                              | VPK                                              |                   |
| 1970 | Vizsgálat egy minden gyanú felett álló polgár ügyében | Indagine su un cittadino al di sopra di ogni sospetto | Elio Petri                                       | ITA                                              | VPR                                              |                   |
| 1971 | Johnny háborúba megy                                  | Johnny Got His Gun                                    | Dalton Trumbo                                    | USA                                              | VPR                                              |                   |
| 1972 | Solaris                                               | Солярис                                               | Andrej Arszenyjevics Tarkovszkij                 | URS                                              | VPR                                              |                   |
| 1972 | Húszévesen a hegyekben                                | Avoir vingt ans dans les Aurès                        | René Vautier                                     | FRA                                              | KRH                                              |                   |
| 1973 | A nagy zabálás                                        | La Grande Bouffe                                      | Marco Ferreri                                    | FRA                                              | VPR                                              |                   |
| 1973 | A mama és a kurva                                     | La maman et la putain                                 | Jean Eustache                                    | FRA                                              | VPR                                              |                   |
| 1974 | A félelem megeszi a lelket                            | Angst essen Seele auf                                 | Rainer Werner Fassbinder                         | GER                                              | VPR                                              |                   |
| 1974 | Lancelot, a Tó lovagja                                | Lancelot du Lac                                       | Robert Bresson                                   | FRA                                              | VPK                                              | [ 8 ]             |
| 1975 | Kaspar Hauser                                         | Jeder für sich und Gott gegen alle                    | Werner Herzog                                    | GER                                              | VPR                                              |                   |
| 1975 | Vándorszínészek                                       | Ο Θίασος, O Thiasos                                   | Theodoros Angelopoulos                           | GRE                                              | R2H                                              |                   |
| 1976 | Az idő múlása                                         | Im Lauf der Zeit                                      | Wim Wenders                                      | GER                                              | VPR                                              |                   |
| 1976 | Az erős Ferdinánd                                     | Der starke Ferdinand                                  | Alexander Kluge                                  | GER                                              | R2H                                              |                   |
| 1977 | Apámuram                                              | Padre padrone                                         | Paolo és Vittorio Taviani                        | ITA                                              | VPR                                              |                   |
| 1977 | Kilenc hónap                                          | Kilenc hónap                                          | Mészáros Márta                                   | HUN                                              | R2H                                              |                   |
| 1978 | A márványember                                        | Człowiek z marmuru                                    | Andrzej Wajda                                    | POL                                              | UCR                                              |                   |
| 1978 | –––                                                   | Miris poljskog cveća                                  | Srđan Karanović                                  | YUG                                              | KRH                                              |                   |
| 1979 | Apokalipszis most                                     | Apocalypse Now                                        | Francis Ford Coppola                             | USA                                              | VPR                                              |                   |
| 1979 | Angi Vera                                             | Angi Vera                                             | Gábor Pál                                        | HUN                                              | R2H                                              |                   |
| 1979 | –––                                                   | Black Jack                                            | Ken Loach                                        | GBR                                              | R2H                                              |                   |
| 1980 | Amerikai nagybácsim                                   | Mon oncle d'Amérique                                  | Alain Resnais                                    | FRA                                              | VPR                                              |                   |
| 1980 | A jöttmentek                                          | Gaijin - Os Caminhos da Liberdade                     | Tizuka Yamasaki                                  | BRA                                              | R2H                                              |                   |
| 1980 | Vidéki színészek                                      | Aktorzy prowincjonalni                                | Agnieszka Holland                                | POL                                              | KRH                                              |                   |
| 1981 | Mephisto                                              | Mephisto                                              | Szabó István                                     | HUN                                              | VPR                                              |                   |
| 1981 | –––                                                   | Malou                                                 | Jeanine Meerapfel                                | GER                                              | KRH                                              |                   |
| 1982 | Az út                                                 | Yol                                                   | Serif Gören és Yilmaz Güney                      | TUR                                              | VPR                                              |                   |
| 1982 | Egymásra nézve                                        | Egymásra nézve                                        | Makk Károly                                      | HUN                                              | VPR                                              |                   |
| 1982 | –––                                                   | Les fleurs sauvages                                   | Jean Pierre Lefebvre                             | CAN                                              | R2H                                              |                   |
| 1983 | Nosztalgia                                            | Ностальгия                                            | Andrej Arszenyjevics Tarkovszkij                 | ITA • URS                                        | VPR                                              |                   |
| 1983 | Szerencsés Dániel                                     | Szerencsés Dániel                                     | Sándor Pál                                       | HUN                                              | R2H                                              |                   |
| 1984 | Párizs, Texas                                         | Paris, Texas                                          | Wim Wenders                                      | GER • FRA                                        | VPR                                              |                   |
| 1984 | Utazás Kithirára                                      | Ταξίδι στα Κύθηρα (Taxidi sta Kythira                 | Theodoros Angelopoulos                           | GRE                                              | VPR                                              |                   |
| 1984 | Börtönemlékek                                         | Memórias do Cárcere                                   | Nelson Pereira dos Santos                        | BRA                                              | R2H                                              |                   |
| 1985 | A papa szolgálati útra ment                           | Отац на службеном путу, Otac na službenom putu        | Emir Kusturica                                   | YUG                                              | VPR                                              |                   |
| 1985 | Kairó bíbor rózsája                                   | The Purple Rose of Cairo                              | Woody Allen                                      | USA                                              | VPK                                              |                   |
| 1985 | –––                                                   | Visages de femmes                                     | Désiré Ecaré                                     | CIV                                              | KRH                                              |                   |
| 1986 | Áldozathozatal                                        | Offret                                                | Andrej Arszenyjevics Tarkovszkij                 | SWE • FRA                                        | VPR                                              |                   |
| 1986 | Az amerikai birodalom hanyatlása                      | Le Déclin de l'empire américain                       | Denys Arcand                                     | CAN                                              | R2H                                              |                   |
| 1987 | Vezeklés                                              | მონანიება, Monanieba                                  | Tengiz Abuladze                                  | Grúzia                                           | VPR                                              |                   |
| 1987 | Bárcsak itt lennél                                    | Wish You Were Here                                    | David Leland                                     | GBR                                              | R2H                                              |                   |
| 1987 | Esküvő Galileáben                                     | Wedding in Galilee                                    | Michel Khleifi                                   | PLE • FRA                                        | R2H                                              |                   |
| 1988 | Rövidfilm a gyilkolásról                              | Krótki film o zabijaniu                               | Krzysztof Kieślowski                             | POL                                              | VPR                                              |                   |
| 1988 | –––                                                   | Hôtel Terminus                                        | Marcel Ophüls                                    | USA                                              | UCR                                              |                   |
| 1988 | Távoli hangok, csendélet                              | Distant Voices, Still Lives                           | Terence Davies                                   | GBR                                              | R2H                                              |                   |
| 1988 | –––                                                   | Une femme pour l'hiver                                | Manuel Flèche                                    | FRA                                              | [ 9 ]                                            | Külön dicséret    |
| 1989 | Szex, hazugság, videó                                 | Sex, Lies, and Videotape                              | Steven Soderbergh                                | USA                                              | VPR                                              |                   |
| 1989 | –––                                                   | Yaaba                                                 | Idrissa Ouedraogo                                | BUR • FRA                                        | R2H                                              |                   |
| 1990 | A halál fullánkja                                     | 死の棘, Si no toge                                    | Kōhei Oguri                                      | JPN                                              | VPR                                              |                   |
| 1990 | Hattyúk tava. A Zóna                                  | Лебедине озеро. Зона, Lebegyine ozero. Zona           | Jurij Iljenko                                    | USA • UKR                                        | R2H                                              |                   |
| 1990 |                                                       |                                                       | Manoel de Oliveira                               | POR                                              |                                                  | Tiszteletbeli díj |
| 1991 | Veronica kettős élete                                 | Podwójne życie Weroniki                               | Krzysztof Kieślowski                             | POL • FRA                                        | VPR                                              |                   |
| 1991 | Lim-lom                                               | Riff-Raff                                             | Ken Loach                                        | GBR                                              | R2H                                              |                   |
| 1992 | A birsalmafa árnyéka                                  | El sol del membrillo                                  | Víctor Erice                                     | ESP                                              | VPR                                              |                   |
| 1993 | Isten veled, ágyasom!                                 | 霸王別姬, Bàwáng biéjī                                | Csen Kaj-ko (陳凱歌, Chen Kaige)                 | HKG                                              | VPR                                              |                   |
| 1993 | Gyerekgyilkosságok                                    | Gyerekgyilkosságok                                    | Szabó Ildikó                                     | HUN                                              | R2H                                              |                   |
| 1994 | Exotica                                               | Exotica                                               | Atom Egoyan                                      | CAN                                              | VPR                                              |                   |
| 1994 | Utolsó találkozás                                     | Bab El-Oued City                                      | Merzak Allouache                                 | ALG                                              | UCR                                              |                   |
| 1995 | Odüsszeusz tekintete                                  | Το Βλέμμα του Οδυσσέα, To Vlemma tou Odyssea          | Theodoros Angelopoulos                           | GRE                                              | VPR                                              |                   |
| 1995 | Föld és szabadság                                     | Land and Freedom                                      | Ken Loach                                        | GBR                                              | VPR                                              |                   |
| 1995 | A fehér léggömb                                       | بادکنک سفید, Badkonake sefid                          | Dzsafar Panahi                                   | IRN                                              | R2H                                              |                   |
| 1996 | Titkok és hazugságok                                  | Secrets and Lies                                      | Mike Leigh                                       | GBR                                              | VPR                                              |                   |
| 1996 | A kaukázusi fogoly                                    | Кавказский пленник, Kavkazszkij plennik               | Szergej Bodrov                                   | RUS • KAZ                                        | R2H                                              |                   |
| 1996 | –––                                                   | ''Pasts / Pramis                                      | Laila Pakalniņa                                  | LAT                                              | UCR                                              | [ 10 ]            |
| 1997 | Eljövendő szép napok                                  | The Sweet Hereafter                                   | Atom Egoyan                                      | CAN                                              | VPR                                              |                   |
| 1997 | Utazás a világ kezdetéhez                             | Viagem ao Princípio do Mundo                          | Manoel de Oliveira                               | POR                                              | VPK                                              |                   |
| 1998 | A lyuk                                                | Dong                                                  | Caj Ming-liang (蔡明亮, Tsai Ming-liang)         | TWN • FRA                                        | VPR                                              |                   |
| 1998 | A boldogságtól ordítani                               | Happiness                                             | Todd Solondz                                     | USA                                              | R2H                                              |                   |
| 1999 | Új bőr                                                | Peau neuve                                            | Émilie Deleuze                                   | FRA                                              | UCR                                              |                   |
| 1999 | –––                                                   | M/Other                                               | Szuva Nobuhiro                                   | JPN                                              | R2H                                              |                   |
| 2000 | Eureka                                                | ユリイカ, Jurīka                                      | Aojama Sindzsi                                   | JPN                                              | VPR                                              |                   |
| 2000 | A kis családfő                                        | زمانی برای مستی اسبها, Zamani barayé masti asbha      | Bahman Ghobadi                                   | IRN                                              | R2H                                              |                   |
| 2001 | A fiú szobája                                         | La stanza del figlio                                  | Nanni Moretti                                    | ITA                                              | VPR                                              |                   |
| 2001 | –––                                                   | 降霊, Kōrei                                           | Kuroszava Kijosi                                 | JPN                                              | UCR                                              |                   |
| 2001 | –––                                                   | Martha... Martha                                      | Sandrine Veysset                                 | FRA                                              | R2H                                              |                   |
| 2001 | A pornófilmes                                         | Le Pornographe                                        | Bertrand Bonello                                 | FRA                                              | KRH                                              |                   |
| 2002 | Deus ex machina                                       | يد إلهية, Yadon ilaheyya                              | Elia Suleiman                                    | PLE                                              | VPR                                              |                   |
| 2002 | Boldogságra várva                                     | Heremakono                                            | Abderrahmane Sissako                             | FRA • MRT                                        | UCR                                              |                   |
| 2002 | Az agyag madár                                        | মাটির ময়না, Matir moina                                  | Tareque Masud                                    | FRA • BGD                                        | R2H                                              |                   |
| 2003 | Apa és fia                                            | Отец и сын, Otec i szün                               | Alekszandr Szokurov                              | RUS                                              | VPR                                              |                   |
| 2003 | Sikersztori                                           | American Splendor                                     | Shari Springer Berman és Robert Pulcini          | USA                                              | UCR                                              |                   |
| 2003 | Nap mint nap                                          | Las horas del día                                     | Jaime Rosales                                    | ESP                                              | R2H                                              |                   |
| 2004 | Fahrenheit 9/11                                       | Fahrenheit 9/11                                       | Michael Moore                                    | USA                                              | VPR                                              |                   |
| 2004 | Whisky                                                | Whisky                                                | Juan Pablo Rebella és Pablo Stoll                | URY                                              | UCR                                              |                   |
| 2004 | –––                                                   | عطش, Atash / צימאון, Tzimaon                          | Tawfik Abu Wael                                  | ISR • PLE                                        | KRH                                              |                   |
| 2005 | Rejtély                                               | Caché                                                 | Michael Haneke                                   | FRA • AUT                                        | VPR                                              |                   |
| 2005 | –––                                                   | Sangre                                                | Amat Escalante                                   | MEX                                              | UCR                                              |                   |
| 2005 | –––                                                   | Jumeogi unda                                          | Lju Szungvan (류승완, Ryoo Seung-wan)            | KOR                                              | R2H                                              |                   |
| 2006 | Éghajlatok                                            | İklimler                                              | Nuri Bilge Ceylan                                | TUR                                              | VPR                                              |                   |
| 2006 | –––                                                   | Hamaca Paraguaya                                      | Paz Encina                                       | Paraguay                                         | UCR                                              |                   |
| 2006 | Bogárűző                                              | Bug                                                   | William Friedkin                                 | USA                                              | R2H                                              |                   |
| 2007 | 4 hónap, 3 hét, 2 nap                                 | 4 luni, 3 săptămâni și 2 zile                         | Cristian Mungiu                                  | ROU                                              | VPR                                              |                   |
| 2007 | A zenekar látogatása                                  | ביקור התזמורת, Bikur Ha-Tizmoret                      | Eran Kolirin                                     | ISR                                              | UCR                                              |                   |
| 2007 | Neve: Sabine                                          | Elle s'appelle Sabine                                 | Sandrine Bonnaire                                | FRA                                              | R2H                                              |                   |
| 2008 | Delta                                                 | Delta                                                 | Mundruczó Kornél                                 | HUN                                              | VPR                                              |                   |
| 2008 | Éhség                                                 | Hunger                                                | Steve McQueen                                    | IRL                                              | UCR                                              |                   |
| 2008 | –––                                                   | Eldorado                                              | Bouli Lanners                                    | BEL                                              | R2H                                              |                   |
| 2009 | A fehér szalag                                        | Das weiße Band                                        | Michael Haneke                                   | GER • AUT                                        | VPR                                              |                   |
| 2009 | Rendészet, nyelvészet                                 | Polițist, adjectiv                                    | Corneliu Porumboiu                               | ROU                                              | UCR                                              |                   |
| 2009 | Amreeka                                               | Amreeka                                               | Cherien Dabis                                    | USA                                              | R2H                                              |                   |
| 2010 | Turné                                                 | Tournée                                               | Mathieu Amalric                                  | FRA                                              | VPR                                              |                   |
| 2010 | Pál Adrienn                                           | Pál Adrienn                                           | Kocsis Ágnes                                     | HUN                                              | UCR                                              |                   |
| 2010 | –––                                                   | Todos vós sodes capitáns                              | Oliver                                           | ESP                                              | R2H                                              |                   |
| 2011 | Kikötői történet                                      | Le Havre                                              | Aki Kaurismäki                                   | FIN • FRA                                        | VPR                                              |                   |
| 2011 | Államérdekből                                         | L'Exercice de l'État                                  | Pierre Schoeller                                 | FRA • BEL                                        | UCR                                              |                   |
| 2011 | –––                                                   | Take Shelter                                          | Jeff Nichols                                     | USA                                              | KRH                                              |                   |
| 2012 | Ködben                                                | В тумане, V tumane                                    | Szergej Loznica                                  | RUS                                              | VPR                                              |                   |
| 2012 | A messzi dél vadjai                                   | Beasts of the Southern Wild                           | Benh Zeitlin                                     | USA                                              | UCR                                              |                   |
| 2012 | Lejárt lemez                                          | Rengaine                                              | Rachid Djaidani                                  | FRA                                              | R2H                                              |                   |
| 2013 | Adèle élete – 1–2. fejezet                            | La Vie d'Adèle                                        | Abdellatif Kechiche                              | FRA                                              | VPR                                              |                   |
| 2013 | –––                                                   | دستنوشتهها نمیسوزند, Dast-Neveshtehaa Nemisoosand     | Mohammad Rasoulof                                | IRN                                              | UCR                                              |                   |
| 2013 | A múlt hamvai                                         | Blue Ruin                                             | Jeremy Saulnier                                  | USA                                              | R2H                                              |                   |
| 2014 | Téli álom                                             | Kış Uykusu                                            | Nuri Bilge Ceylan                                | TUR                                              | VPR                                              | [ * 1 ]           |
| 2014 | Jauja                                                 | Jauja                                                 | Lisandro Alonso                                  | ARG                                              | UCR                                              |                   |
| 2014 | A küzdők                                              | Les Combattants                                       | Thomas Cailley                                   | FRA                                              | R2H                                              |                   |
| 2015 | Saul fia                                              | Saul fia                                              | Nemes Jeles László                               | HUN                                              | VPR                                              | [ * 2 ]           |
| 2015 | –––                                                   | मसान, Masaan                                           | Neeraj Ghaywan                                   | IND                                              | UCR                                              | [ * 2 ]           |
| 2015 | Paulina                                               | La Patota                                             | Santiago Mitre                                   | ARG                                              | KRH                                              | [ * 2 ]           |
| 2016 | Toni Erdmann                                          | Toni Erdmann                                          | Maren Ade                                        | GER                                              | VPR                                              | ·                 |
| 2016 | Kutyák                                                | Câini                                                 | Bogdan Mirică                                    | ROU                                              | UCR                                              |                   |
| 2016 | Nyers                                                 | Grave                                                 | Julia Ducournau                                  | FRA                                              | KRH                                              |                   |
| 2017 | 120 dobbanás percenként                               | 120 battements par minute                             | Robin Campillo                                   | FRA                                              | VPR                                              | [ * 4 ]           |
| 2017 | Elzárva                                               | Теснота, Tesznota                                     | Kantemir Balagov                                 | RUS                                              | UCR                                              | [ * 4 ]           |
| 2017 | Pedro Pinho                                           | A Fabrica de Nada                                     | Pedro Pinho                                      | POR                                              | R2H                                              | [ * 4 ]           |
| 2018 | Gyújtogatók                                           | 버닝, Beoning                                         | I Cshangdong (이창동, Lee Chang-dong)            | KOR                                              | VPR                                              | [ * 5 ]           |
| 2018 | Lány                                                  | Girl                                                  | Lukas Dhont                                      | BEL                                              | UCR                                              | [ * 5 ]           |
| 2018 | Egy nap                                               | Egy nap                                               | Szilágyi Zsófia                                  | HUN                                              | KRH                                              | [ * 5 ]           |
| 2019 | A mennyországnak kell lennie                          | It Must Be Heaven                                     | Elia Suleiman                                    | FRA • CAN                                        | VPR                                              | [ * 6 ]           |
| 2019 | –––                                                   | Dilda (Дылда)                                         | Kantemir Balagov                                 | RUS                                              | UCR                                              | [ * 6 ]           |
| 2019 | A világítótorony                                      | The Lighthouse                                        | Robert Eggers                                    | CAN • USA                                        | R2H                                              | [ * 6 ]           |
| 2020 | A Covid19-pandémia miatt nem osztottak ki díjat.      | A Covid19-pandémia miatt nem osztottak ki díjat.      | A Covid19-pandémia miatt nem osztottak ki díjat. | A Covid19-pandémia miatt nem osztottak ki díjat. | A Covid19-pandémia miatt nem osztottak ki díjat. |                   |
| 2021 | Vezess helyettem                                      | Doraibu mai kâ                                        | Hamagucsi Rjúszuke                               | JPN                                              | VPR                                              | [ * 7 ]           |
| 2021 | Játszótér                                             | Un Monde                                              | Laura Wandel                                     | BEL                                              | UCR                                              | [ * 7 ]           |
| 2021 | Tollak                                                | Feathers                                              | Omar El Zohairy                                  | FRA • EGY • NED • GRE                            | KRH                                              | [ * 7 ]           |
| 2022 | Leila testvérei                                       | Leila’s Brothers (برادران لیلا)                       | Saeed Roustaee                                   | IRN                                              | VPR                                              | [ * 8 ]           |
| 2022 | –––                                                   | Le bleu du caftan                                     | Maryam Touzani                                   | FRA • MAR • BEL • DEN                            | UCR                                              | [ * 8 ]           |
| 2022 | –––                                                   | Dalva                                                 | Emmanuelle Nicot                                 | FRA • BEL                                        | KRH                                              | [ * 8 ]           |
| 2023 | Érdekvédelmi terület                                  | The Zone of Interest                                  | Jonathan Glazer                                  | USA • Sablon:UR • POL                            | VPR                                              |                   |
| 2023 | –––                                                   | Los colonos                                           | Felipe Gálvez                                    | ARG • CHL • FRA • DEN • UK                       | UCR                                              |                   |
| 2023 | –––                                                   | Levante                                               | Lillah Halla                                     | BRA • FRA • URU                                  | KRH                                              |                   |
| 2024 | –––                                                   | The Seed of the Sacred Fig                            | Mohammad Rasoulof                                | IRN FRA GER                                      | VPR                                              | [ * 9 ]           |
| 2024 | –––                                                   | L’Histoire de Souleymane                              | Boris Lojkine                                    | ARG • CHL • FRA • DEN • UK                       | UCR                                              | [ * 9 ]           |
| 2024 | –––                                                   | Namibia no szabaku                                    | Jamanaka Jóko                                    | JPN                                              | F2H                                              | [ * 9 ]           |